# Маковский сельский совет (Шосткинский район)
Маковский сельский совет (укр. Маківська сільська рада) — входит в состав
Шосткинского района
Сумской области
Украины.
Административный центр сельского совета находится в
с. Маково
.

## Населённые пункты
В состав сельсовета входит один населённый пункт — село Маково.

## Администрация
Глава сельского совета (с 2006) — Леонид Петрович Живодёр (род. 1955, беспартийный). Сельский совет состоит из 15 депутатов.

## Адрес сельсовета
41131, Сумская область, Шосткинский район, с. Маково, ул. Колхозная, 4.